# Ommata quadrispinosa
Ommata quadrispinosa är en skalbaggsart som beskrevs av Pierre Émile Gounelle 1913. Ommata quadrispinosa ingår i släktet Ommata och familjen långhorningar. Inga underarter finns listade i Catalogue of Life.